# Strandibalonius spinatus
Strandibalonius spinatus is een hooiwagen uit de familie Podoctidae. De originele naamcombinatie (protoniem) is Manema spinata Roewer 1949. Een volgende naamrecombinatie werd gepubliceerd als Metibalonius spinatus (Roewer, 1949) in Goodnight & Goodnight 1957, maar vervolgens gewijzigd als Strandibalonius spinatus (Roewer, 1949) in Kury et al. 2020.